# Járaszurdok
Járaszurdok románul: Surduc, falu Romániában, Erdélyben, Kolozs megyében.

## Fekvése
Tordától nyugatra, a Jára völgyében, Alsójárától délre fekvő település.

## Története
Járaszurdok, Szurdok nevét 1426-ban p. Zordwg néven említette először oklevél.
Későbbi névváltozatai: 1438-ban p. Zwrdok, 1440-ben Zwrdogh, 1473-ban  és 1533-ban Zwrdok, 1733-ban Szurdok, 1888-ban Szurduk, 1913-ban Járaszurdok.
1440-ben Zwrdogh a Szarkadi és Hosszúaszói családok részbirtoka. 1473-ban néhai Csáni György fia Antal Zwrdok birtokbeli részét 
Hosszúaszói László zálogba adta Mihály deáknak és Kajári Pán Tamásnak, a tordai sókamara ispánjainak.
1508-ban birtokosa Szarkadi István Zwrdok-i jobbáagytelkét, amelyen Hasdáti Péter lakott, "három Ft-on zálogba adta" Csáni Nagy Jánosnak és fiának: Máténak.
1522-ben p. Zwrdok Jára vár tartozéka volt és a Peterdi, Csáni, Csáni Menhár, Bogáti, Szarkadi, Hosszúaszói, 
Várfalvi Székely, Lupsai családok voltak birtokosai.
1533-ban cegei Wass Balázs özvegye: Katalin apja anyjáról hitbére és jegyajándéka címén Zwrdok, Alsójára és Kisbánya 
birtokban reá szállt részeit 150 Ft-ért eladta Alsójárai Kerezsi Péternek.
A trianoni békeszerződés előtt Torda-Aranyos vármegye Alsójárai járásához tartozott.
1910-ben 482 lakosából 11 magyar, 444 román volt. Ebből 448 görögkatolikus, 24 görögkeleti ortodox, 7 izraelita volt.

## Nevezetességek
- 18. századi, Szent Mihály és Gábriel arkangyaloknak szentelt temploma a romániai műemlékek jegyzékében a CJ-II-m-B-07774 sorszámon szerepel.[1]

## Források

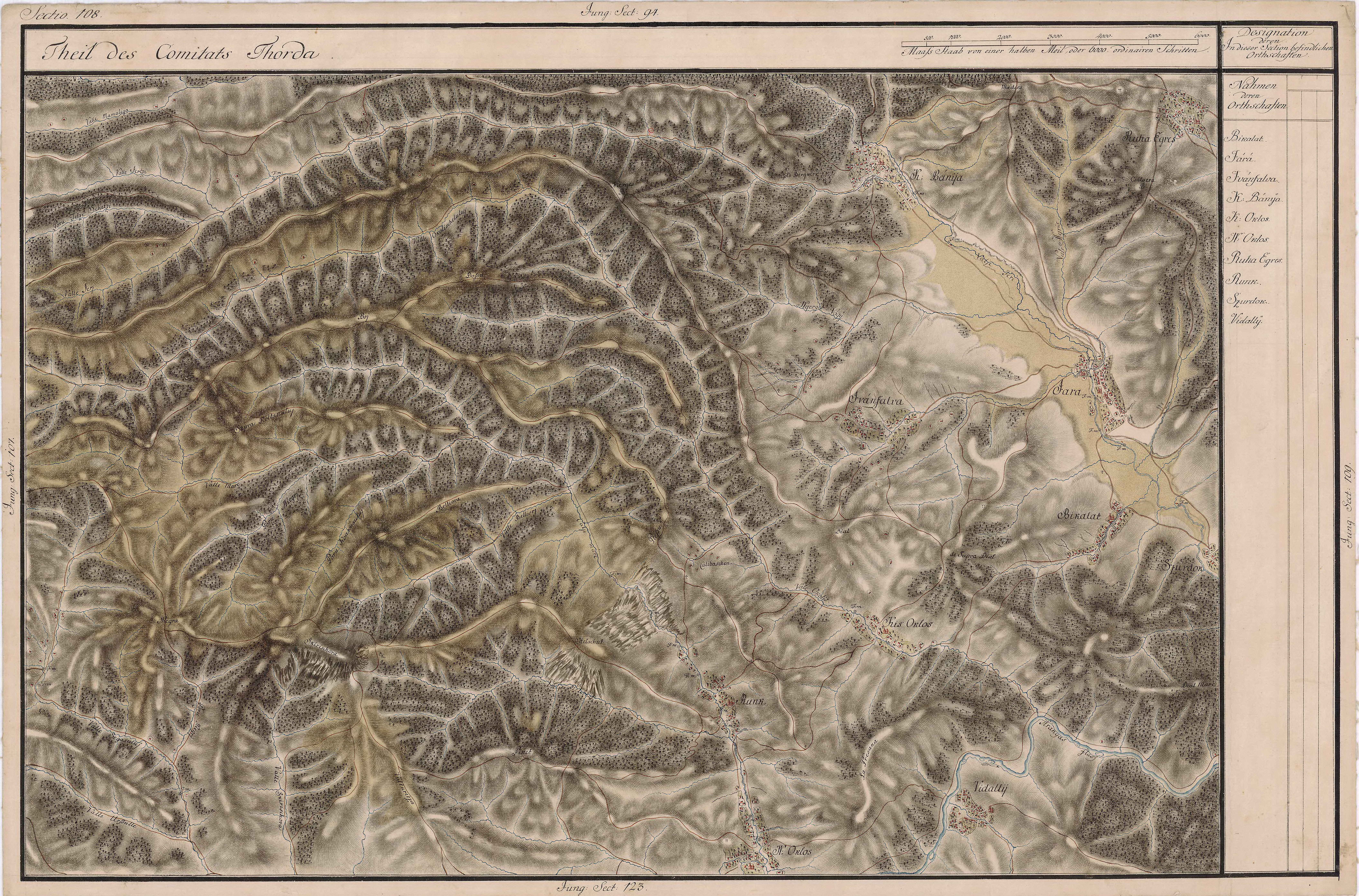
Járaszurdok egy 18. századi térképen

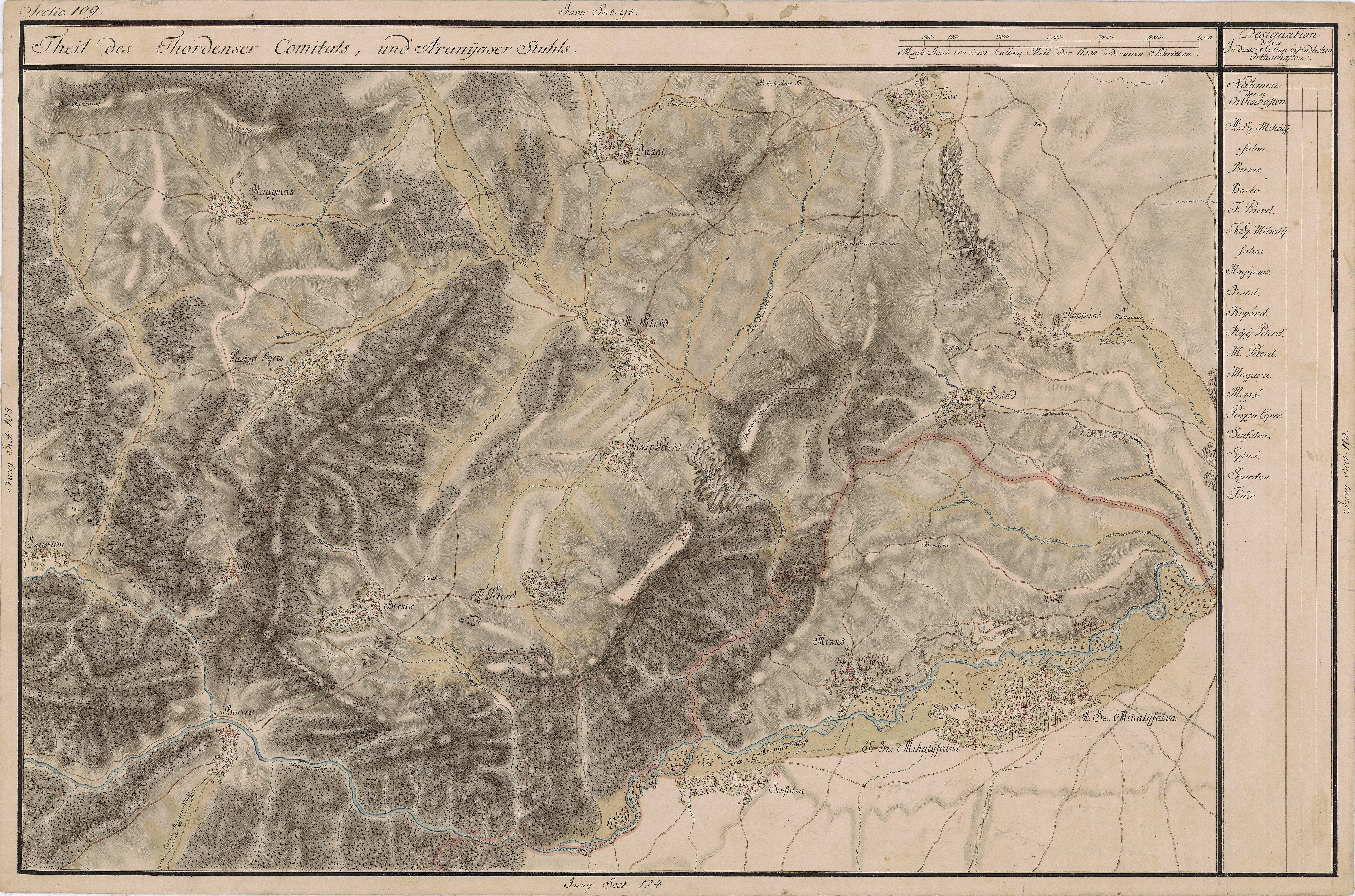
Járaszurdok és környéke

### Az 1758-ban épült görögkatolikus templom

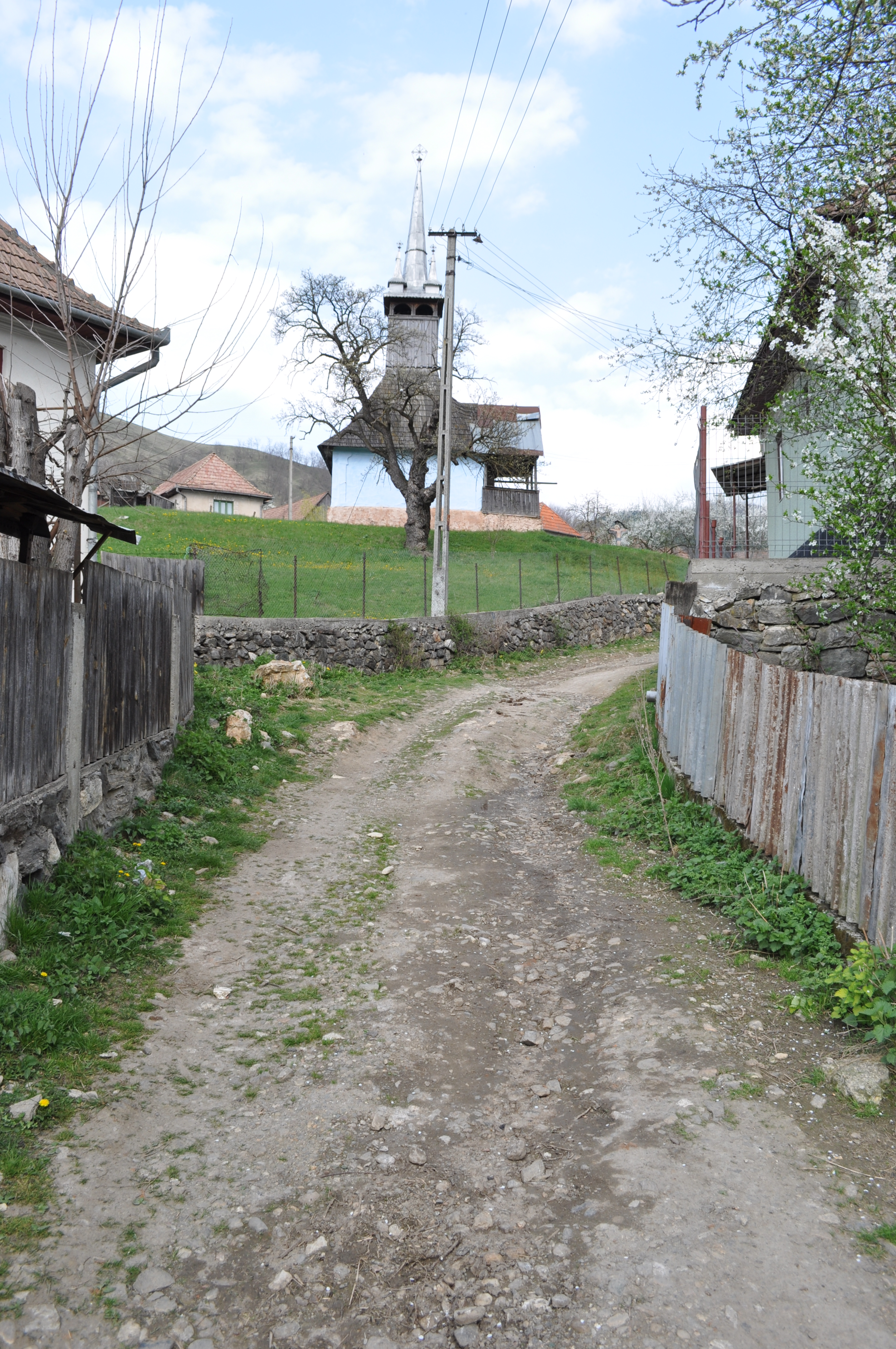
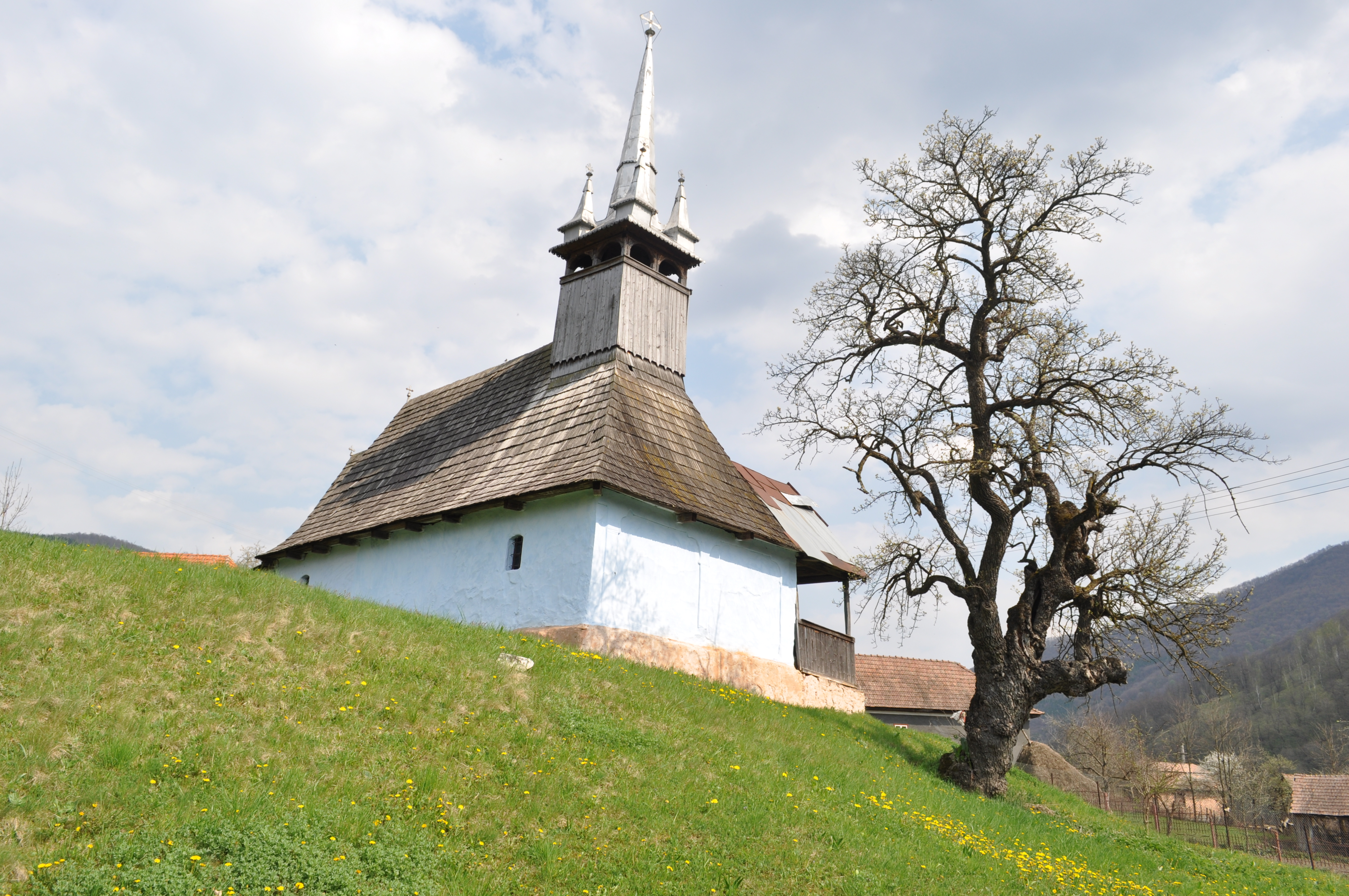
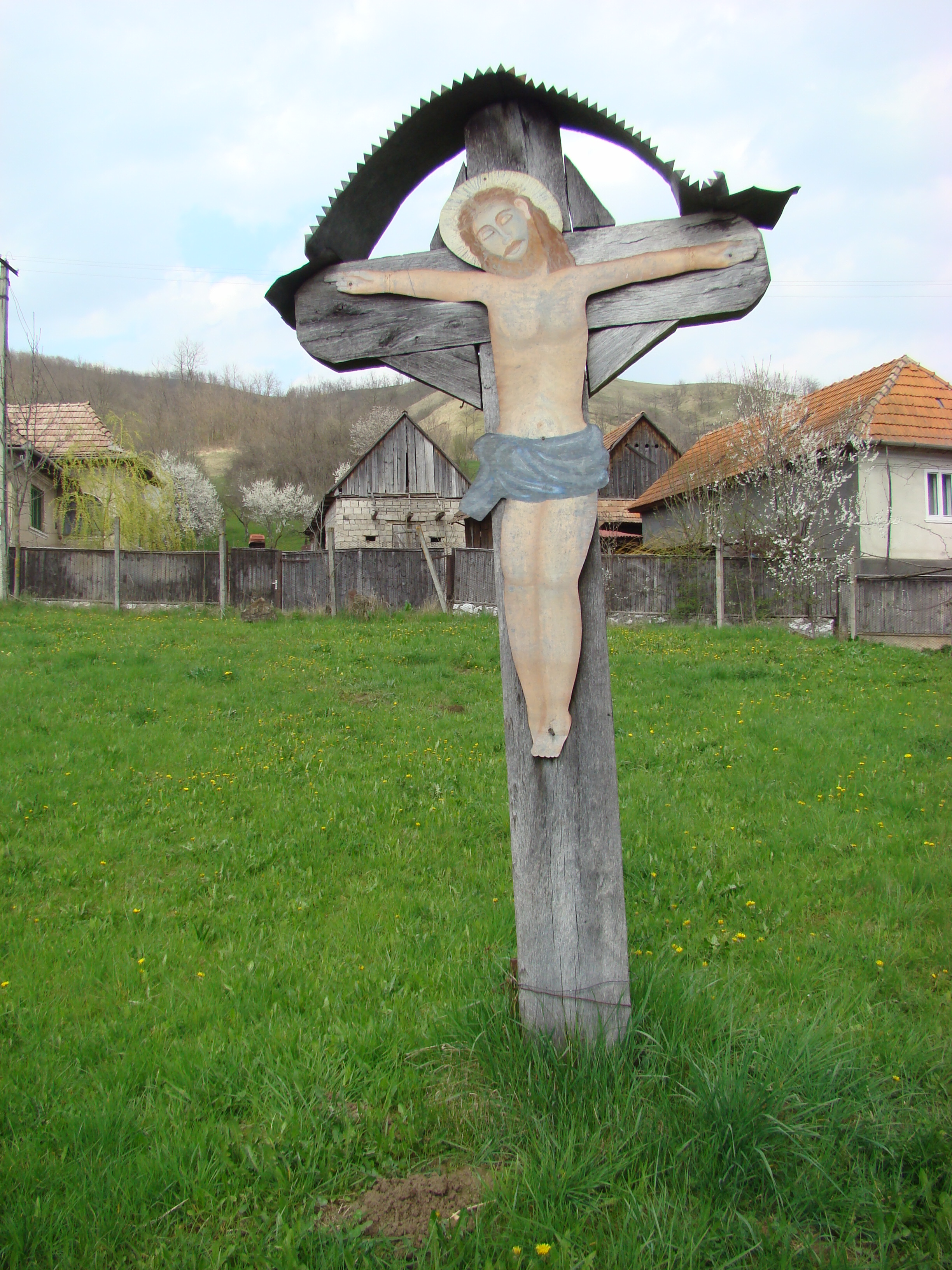
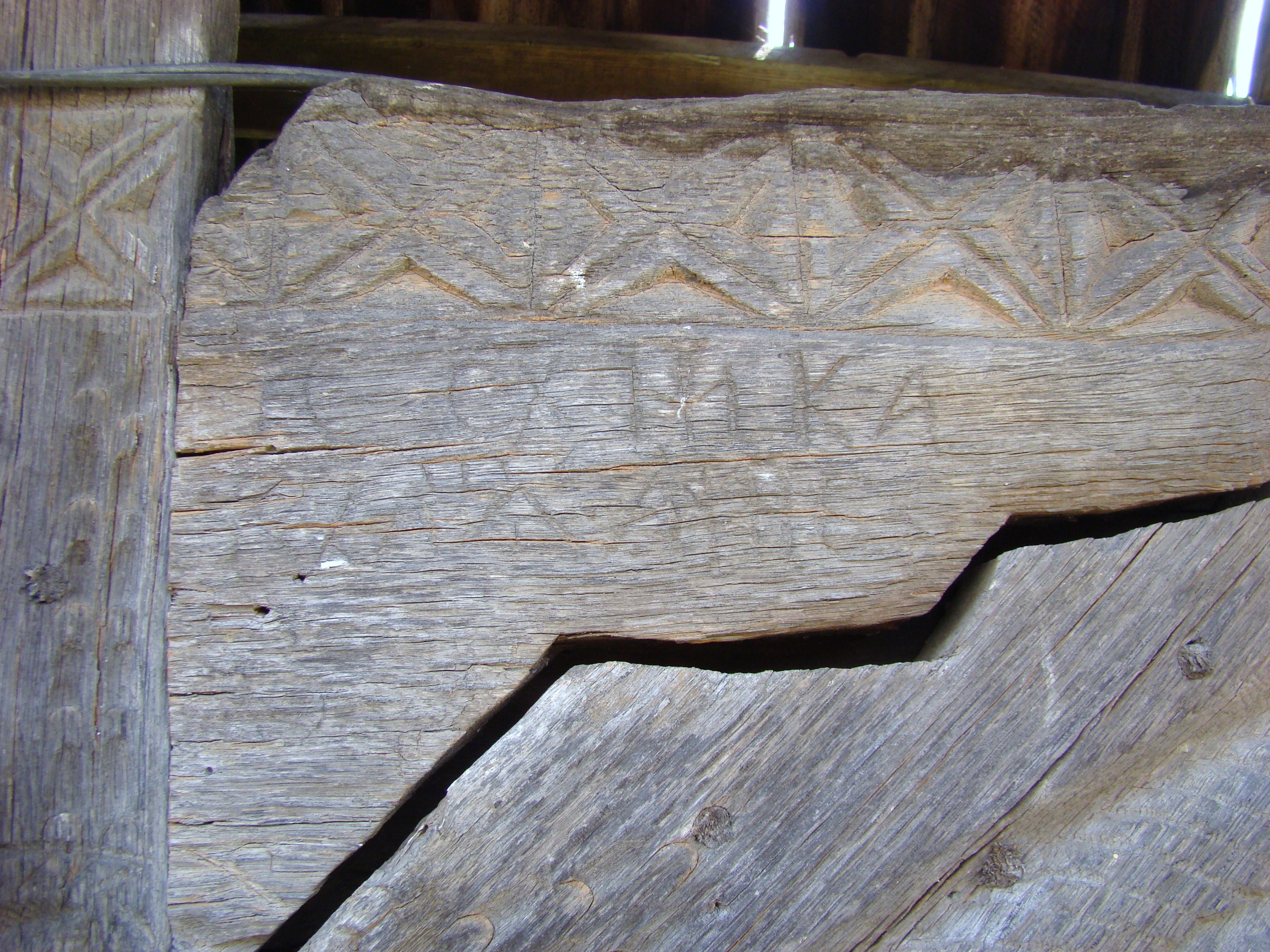
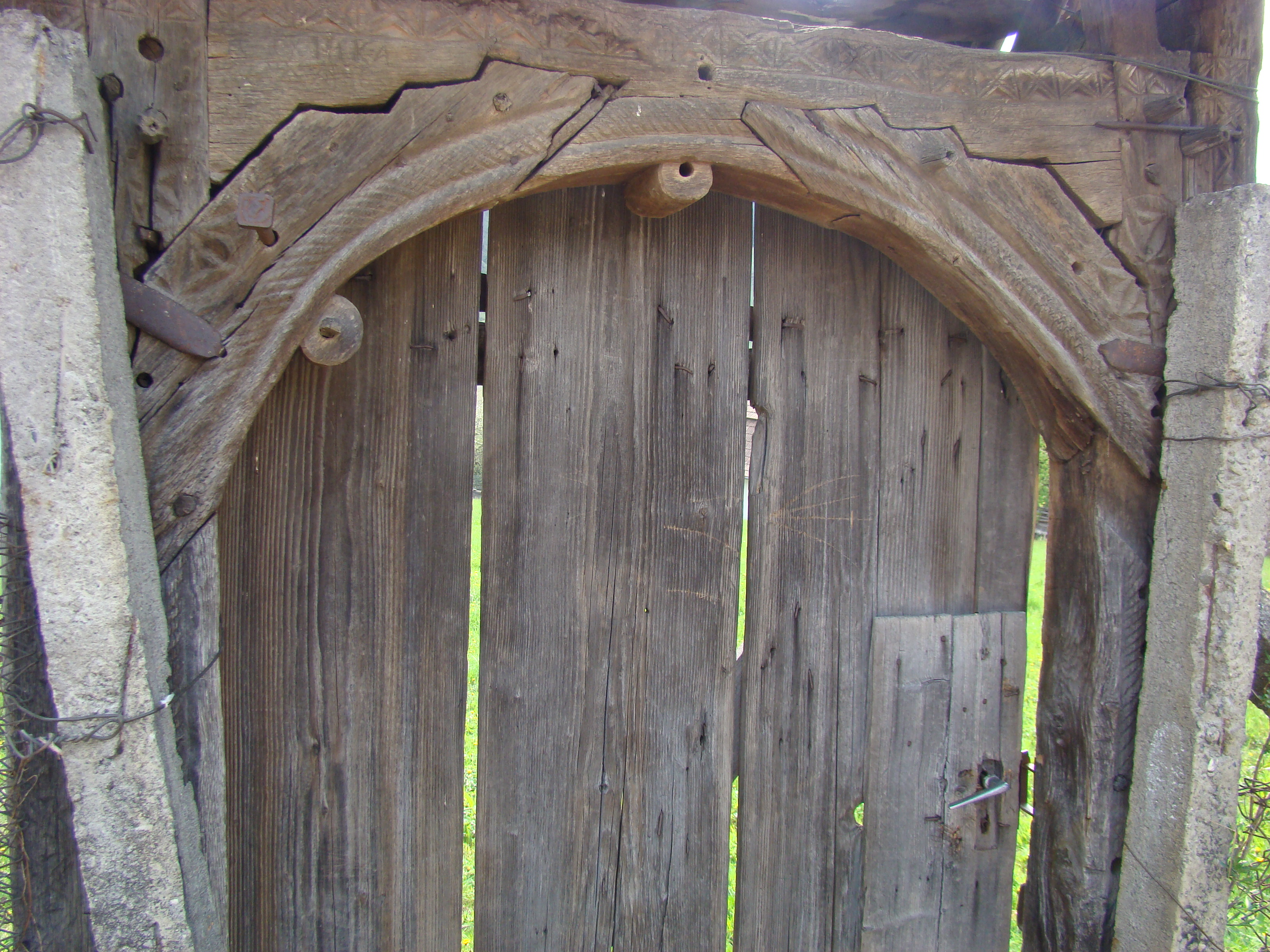
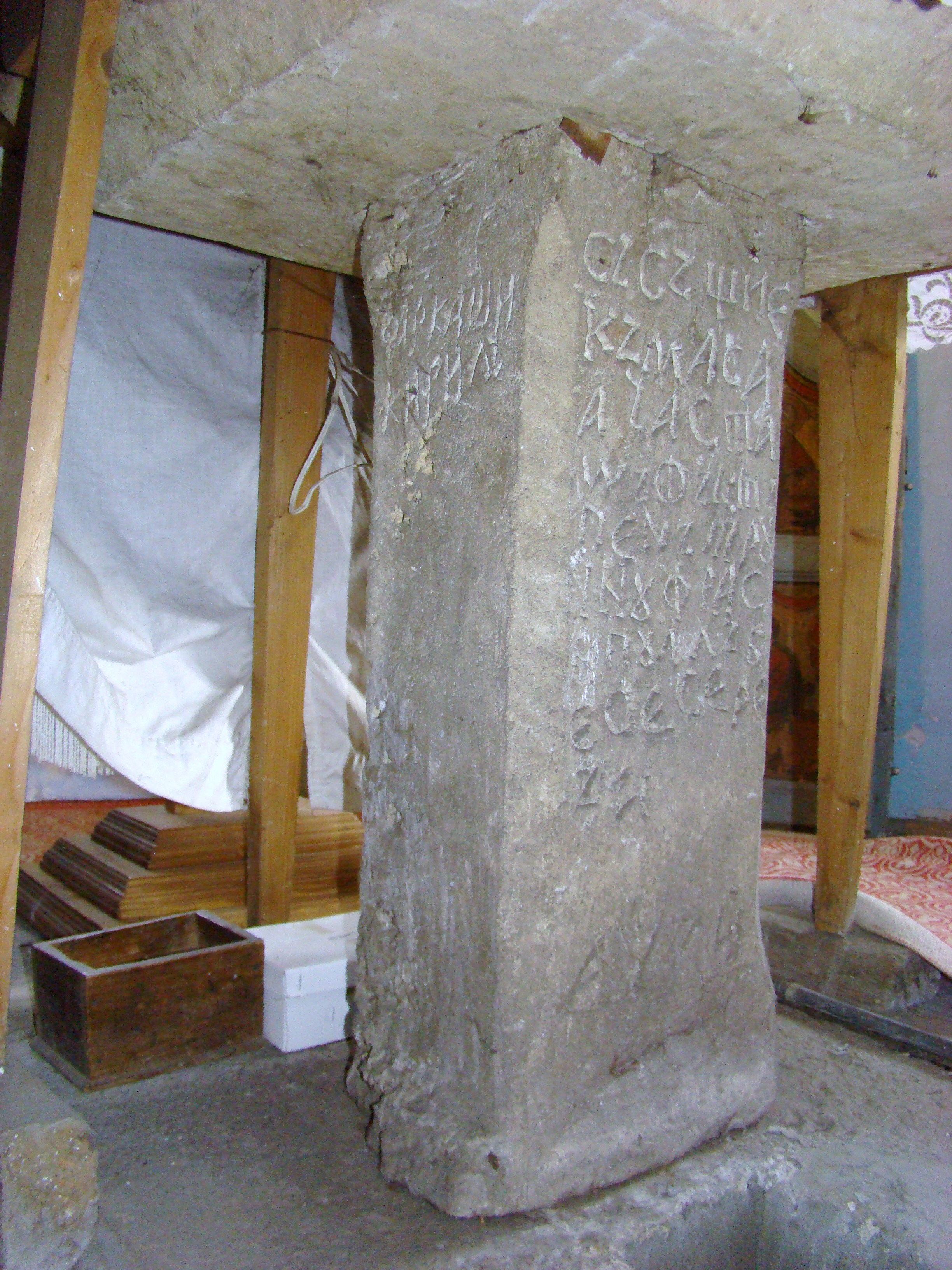
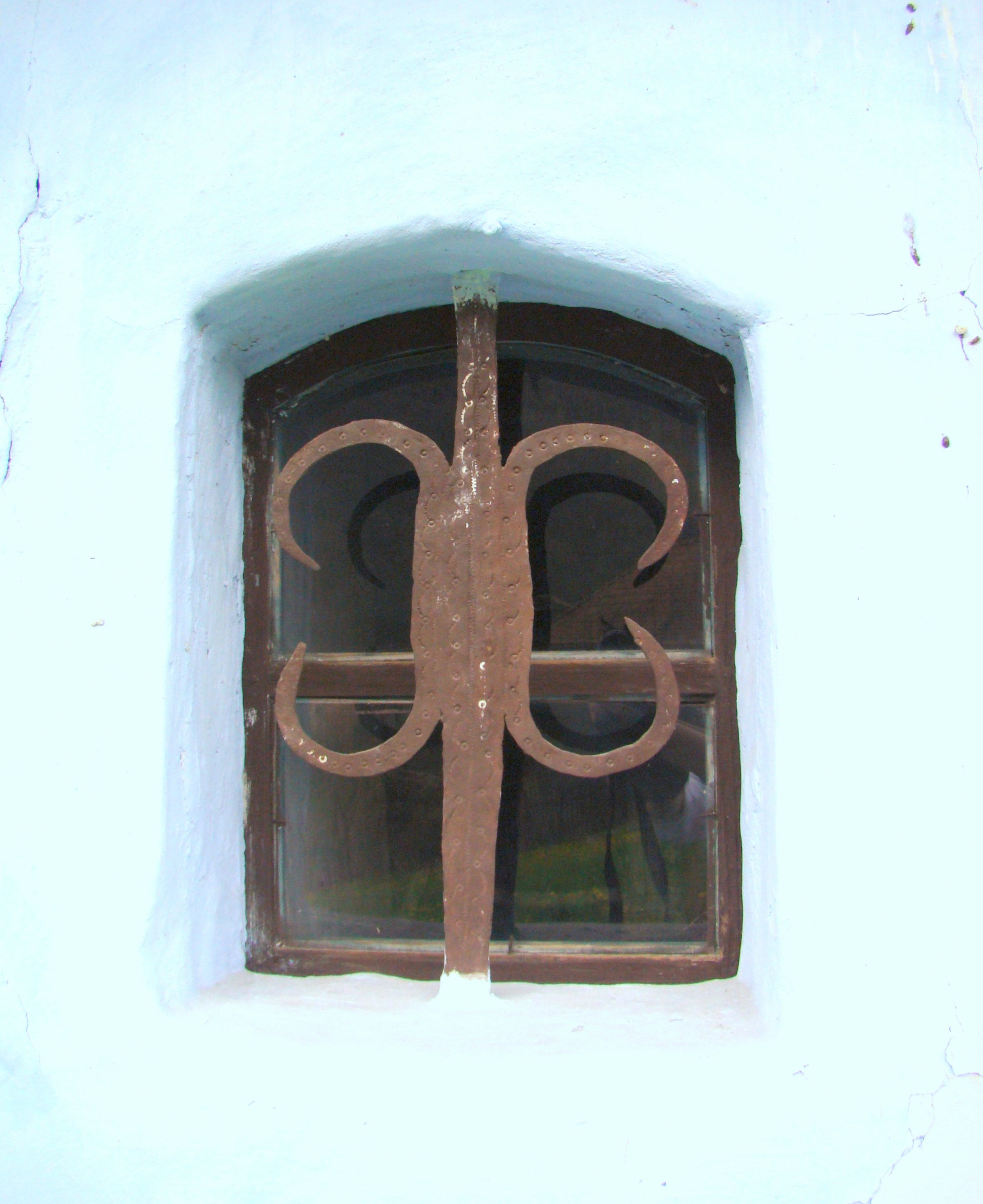
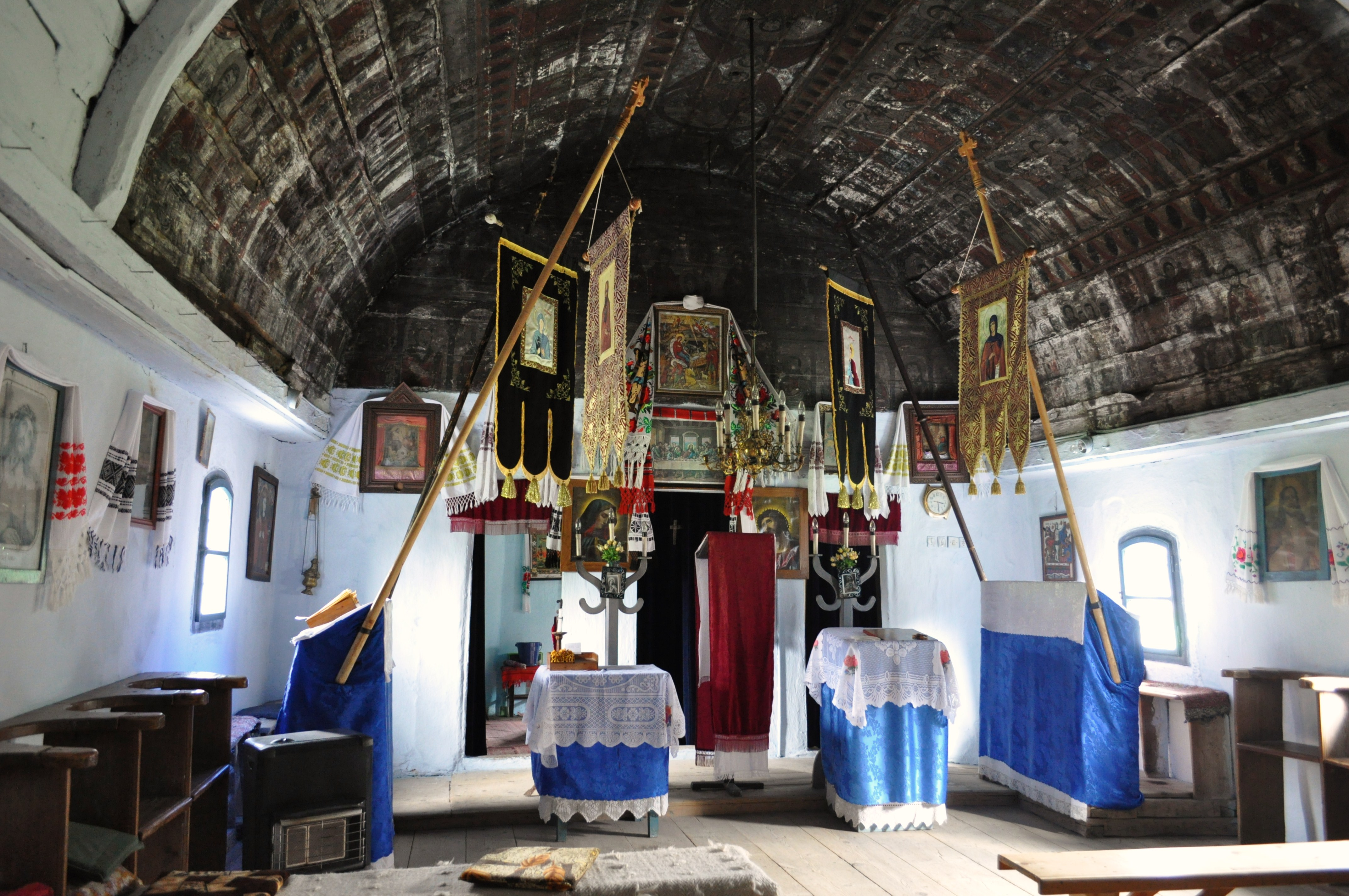
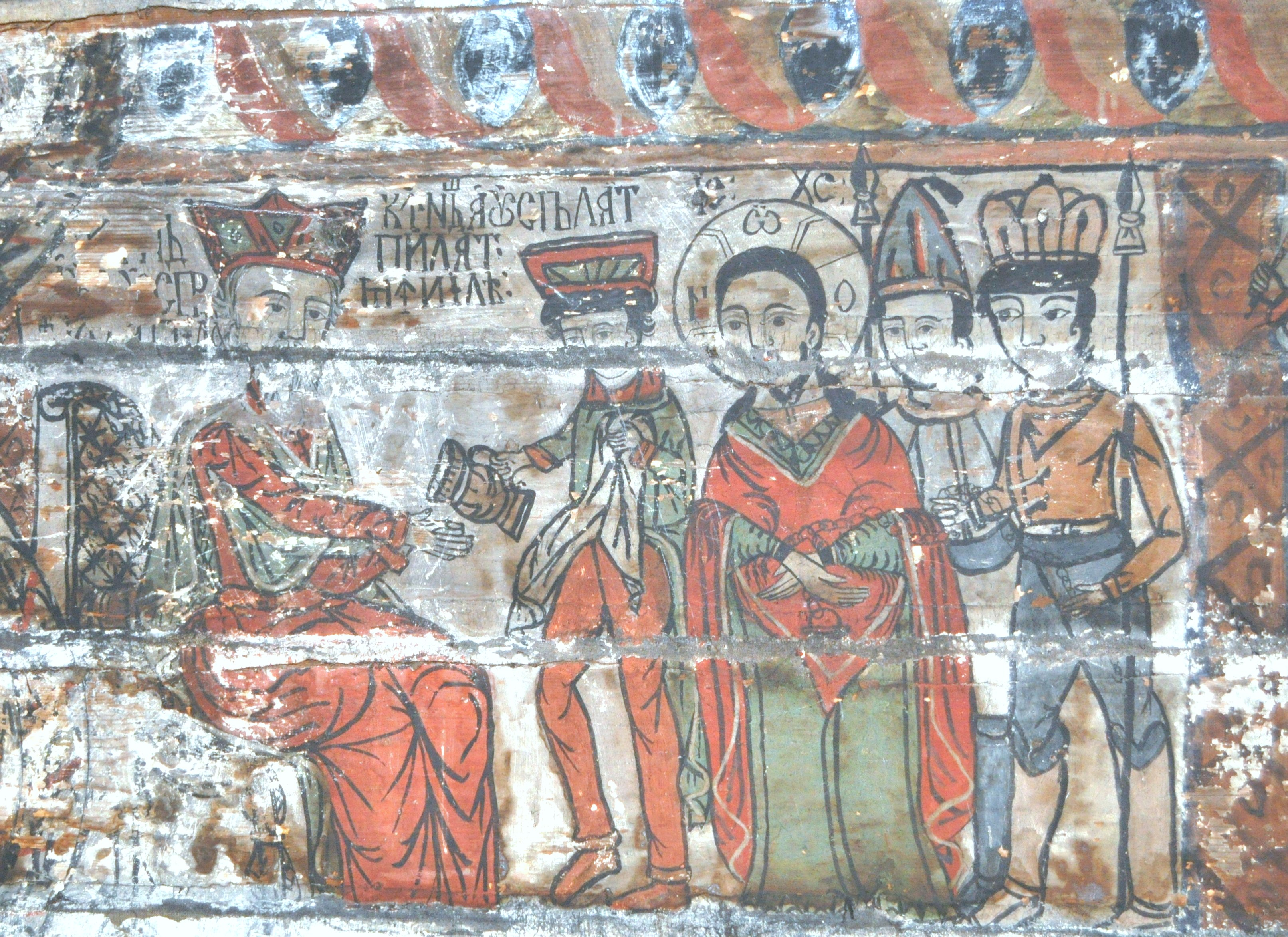
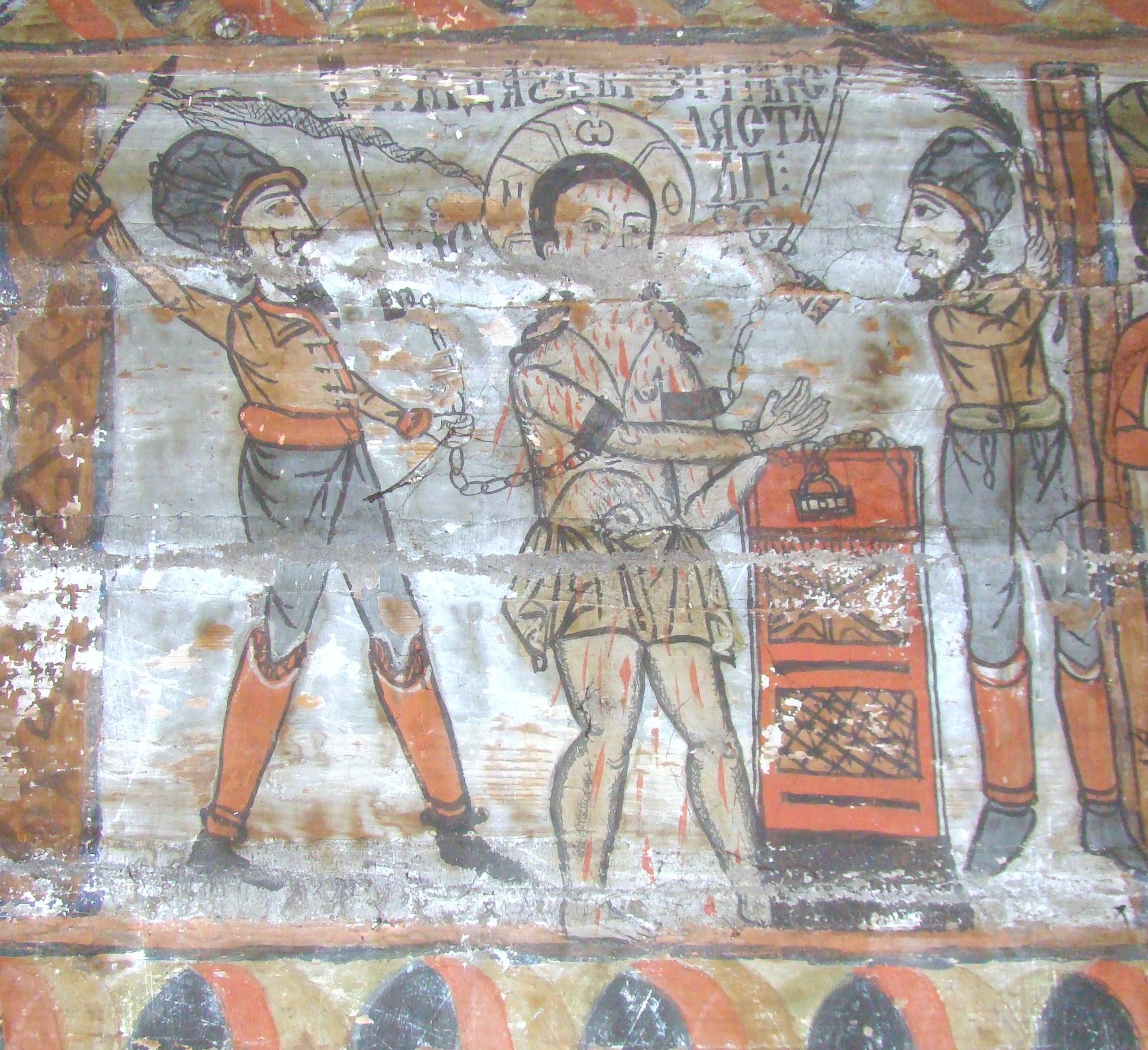
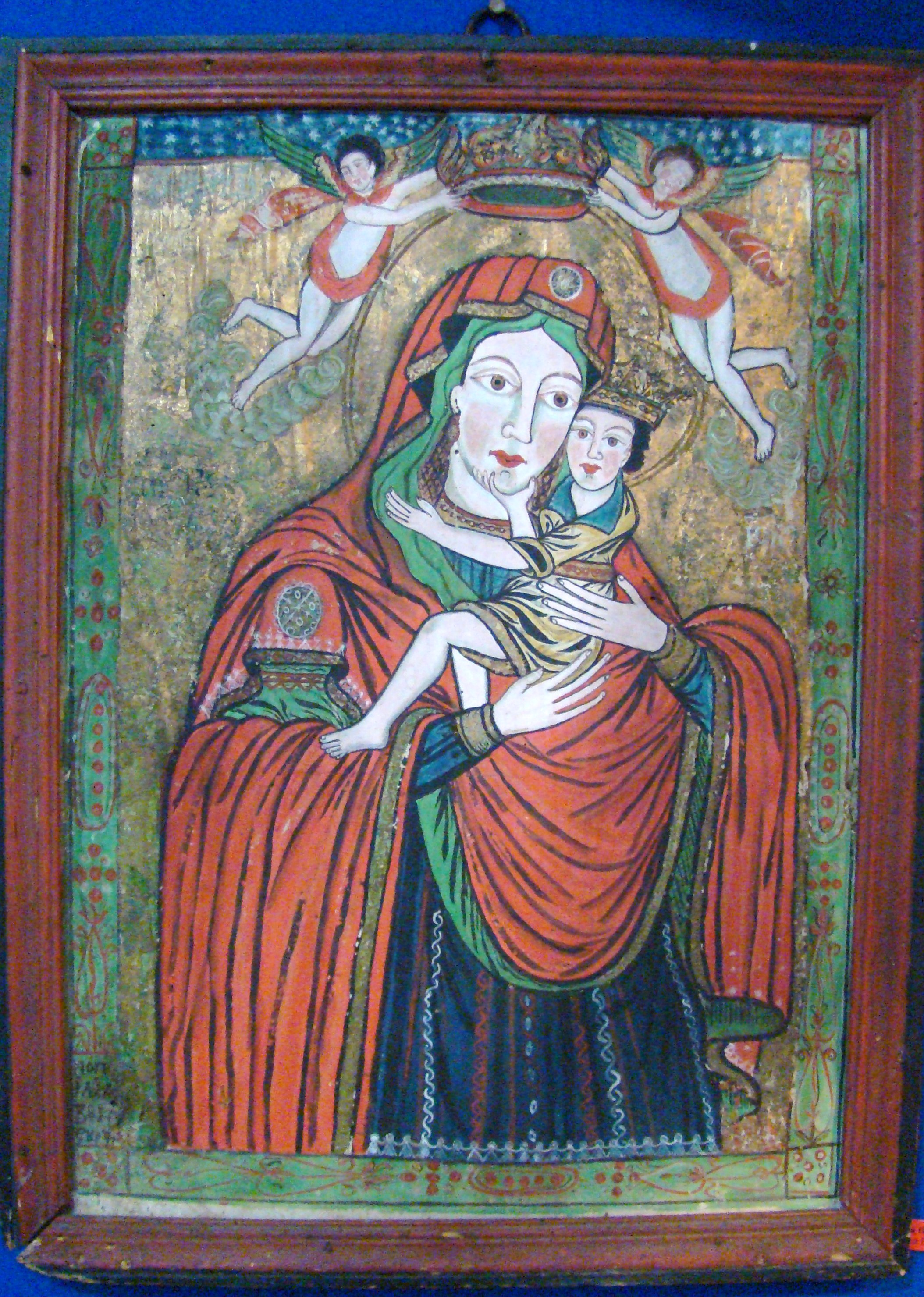
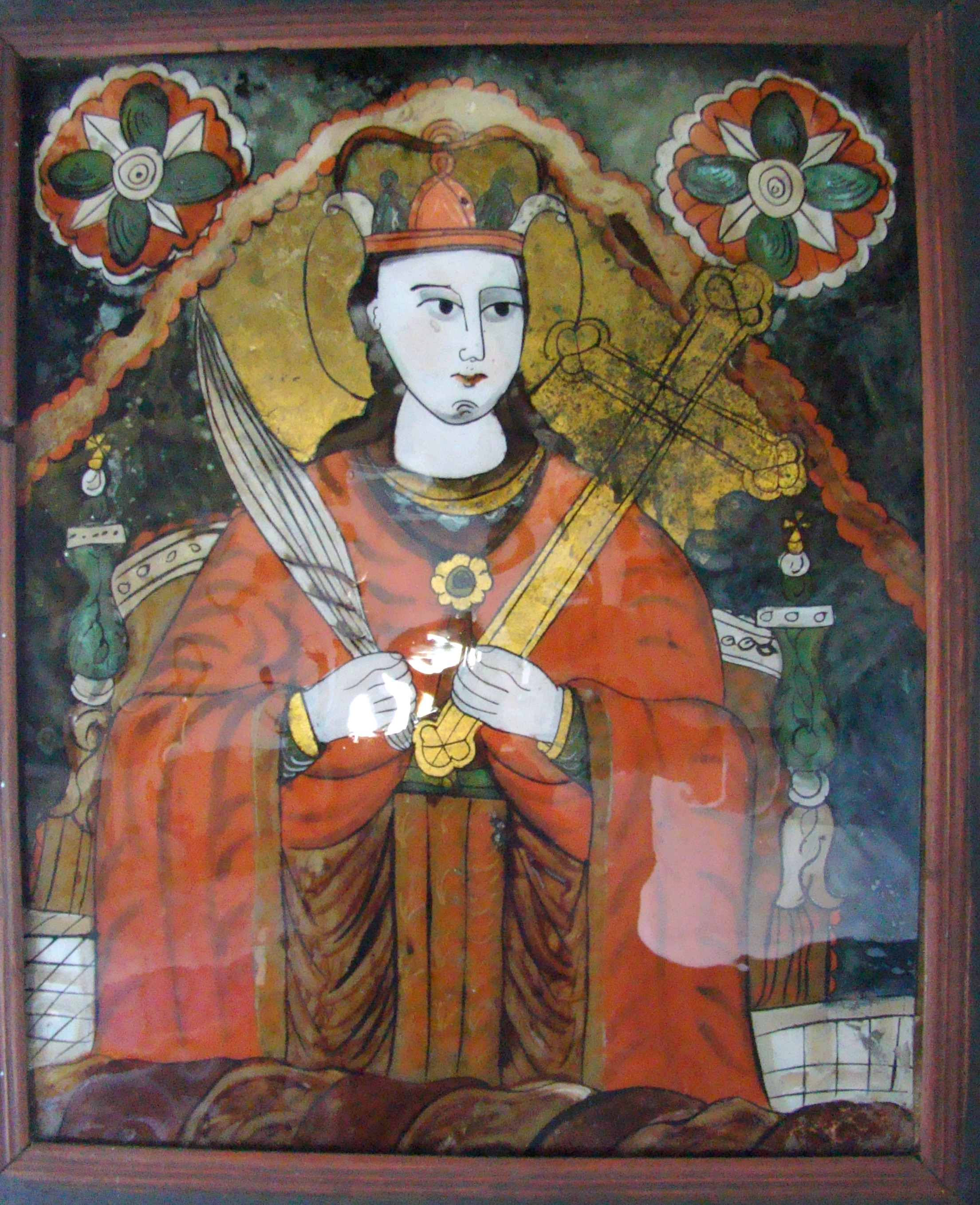